# Hóquei sobre a grama nos Jogos Sul-Americanos de 2018 - Masculino
O torneio masculino de hóquei sobre a grama, presente nos Jogos Sul-Americanos de 2018, foi realizado entre os dias 29 de maio e 6 de junho, na cidade boliviana de Cochabamba. O local das partidas foi o Estádio Félix Capriles.
A competição outorgou duas vagas diretas aos Jogos Pan-Americanos de 2019, que serão celebrados na cidade de Lima, capital do Peru. Caso a seleção peruana avançasse à decisão pelo ouro, a equipe que conquistasse a medalha de bronze herdaria a segunda vaga para o evento pan-americano.
Pela primeira vez, a Bolívia se fez presente em um evento internacional deste desporto.

## Medalhistas
Segue-se, abaixo, a lista completa de medalhistas desta competição.
|  | ARG Argentina |  | CHI Chile |  | BRA Brasil |
|  | Agustín Bugallo Alan Andino Federico Moreschi Gonzalo Merino Gustavo Federico Gómez Ian Rothbart Juan Catan Lautaro Córdoba Manuel Sacchetti Marc Ganly Martín Ferreiro Nicolás Garrone Nicolás Acosta Tomás Bettaglio Tomás Santiago Tomás Rodríguez Larrinaga |  | Adrián Henríquez Axel Troncoso Esteban Krainz Felipe Renz Fernando Renz Ignacio Contardo Jaime Zarhi José Hurtado Juan Ignacio Amoroso Juan Pablo Purcell Martín Rodríguez Ducaud Matías Esparza Nicolás Renz Ricardo Achondo Sven Richter Vicente Tarud |  | Anderson Gonçalves da Silva André Patrocínio Bruno Paes Bruno Mendonça Fábio Santana Joaquín Lopez Lucas Paixão Matheus Ferreira Matheus Francisco Matheus Oliveira Patrick van der Heijden Paulo Rigueira Paulo Batista Junior Rodrigo Faustino Vinicius Vaz Yuri van der Heijden |

## Formato
As oito equipes participantes foram divididas em dois grupos, com igual número de integrantes. Os dois melhores colocados de cada chave avançaram à disputa pelas medalhas, enquanto que as demais equipes foram para o crossover que valeu da quinta à oitava colocação final.

## Primeira Fase
Segue-se, abaixo, a tabela da Primeira Fase desta competição.
|  | Equipes classificadas à disputa por medalhas |

Todas as partidas seguem o fuso horário local (UTC-4).

### Grupo A
| Equipe        | Pts | J | V | E | D | GP | GC | SG  |
| ------------- | --- | - | - | - | - | -- | -- | --- |
| ARG Argentina | 9   | 3 | 3 | 0 | 0 | 20 | 2  | +18 |
| VEN Venezuela | 6   | 3 | 2 | 0 | 1 | 16 | 5  | +11 |
| URU Uruguai   | 3   | 3 | 1 | 0 | 2 | 7  | 8  | -1  |
| BOL Bolívia   | 0   | 3 | 0 | 0 | 3 | 0  | 28 | -28 |

- Convenções: Pts = pontos, J = jogos, V = vitórias, E = empates, D = derrotas, GP = gols pró, GC = gols contra, SG = saldo de gols.
- Critérios de pontuação: vitória = 3, empate = 1, derrota = 0.

| 29 de maio 09:00 |           |         |                                    |
| Argentina        | 5-1       | Uruguai | Estádio Félix Capriles, Cochabamba |
|                  | Relatório |         | Estádio Félix Capriles, Cochabamba |

| 29 de maio 15:00 |           |         |                                    |
| Venezuela        | 12-0      | Bolívia | Estádio Félix Capriles, Cochabamba |
|                  | Relatório |         | Estádio Félix Capriles, Cochabamba |

| 31 de maio 13:00 |           |         |                                    |
| Uruguai          | 4-0       | Bolívia | Estádio Félix Capriles, Cochabamba |
|                  | Relatório |         | Estádio Félix Capriles, Cochabamba |

| 31 de maio 15:00 |           |           |                                    |
| Venezuela        | 1-3       | Argentina | Estádio Félix Capriles, Cochabamba |
|                  | Relatório |           | Estádio Félix Capriles, Cochabamba |

| 2 de junho 11:00 |           |         |                                    |
| Argentina        | 12-0      | Bolívia | Estádio Félix Capriles, Cochabamba |
|                  | Relatório |         | Estádio Félix Capriles, Cochabamba |

| 2 de junho 15:00 |           |           |                                    |
| Uruguai          | 2-3       | Venezuela | Estádio Félix Capriles, Cochabamba |
|                  | Relatório |           | Estádio Félix Capriles, Cochabamba |

### Grupo B
| Equipe       | Pts | J | V | E | D | GP | GC | SG  |
| ------------ | --- | - | - | - | - | -- | -- | --- |
| CHI Chile    | 9   | 3 | 3 | 0 | 0 | 18 | 0  | +18 |
| BRA Brasil   | 6   | 3 | 2 | 0 | 1 | 7  | 5  | +2  |
| PER Peru     | 1   | 3 | 0 | 1 | 2 | 2  | 10 | -8  |
| PAR Paraguai | 1   | 3 | 0 | 1 | 2 | 2  | 14 | -12 |

- Convenções: Pts = pontos, J = jogos, V = vitórias, E = empates, D = derrotas, GP = gols pró, GC = gols contra, SG = saldo de gols.
- Critérios de pontuação: vitória = 3, empate = 1, derrota = 0.

| 29 de maio 11:00 |           |      |                                    |
| Brasil           | 2-1       | Peru | Estádio Félix Capriles, Cochabamba |
|                  | Relatório |      | Estádio Félix Capriles, Cochabamba |

| 29 de maio 13:00 |           |          |                                    |
| Chile            | 8-0       | Paraguai | Estádio Félix Capriles, Cochabamba |
|                  | Relatório |          | Estádio Félix Capriles, Cochabamba |

| 31 de maio 09:00 |           |          |                                    |
| Peru             | 1-1       | Paraguai | Estádio Félix Capriles, Cochabamba |
|                  | Relatório |          | Estádio Félix Capriles, Cochabamba |

| 31 de maio 11:00 |           |        |                                    |
| Chile            | 3-0       | Brasil | Estádio Félix Capriles, Cochabamba |
|                  | Relatório |        | Estádio Félix Capriles, Cochabamba |

| 2 de junho 09:00 |           |          |                                    |
| Brasil           | 5-1       | Paraguai | Estádio Félix Capriles, Cochabamba |
|                  | Relatório |          | Estádio Félix Capriles, Cochabamba |

| 2 de junho 13:00 |           |       |                                    |
| Peru             | 0-7       | Chile | Estádio Félix Capriles, Cochabamba |
|                  | Relatório |       | Estádio Félix Capriles, Cochabamba |

## Fase Final
Segue-se, abaixo, o organograma das partidas pela Fase Final da competição.
|  | Semifinais         | Semifinais         |   |                    | Final              | Final |  |
|  |                    |                    |   |                    |                    |       |  |
|  | 4 de junho – 08:00 |                    |   |                    |                    |       |  |
|  | Argentina          | 5                  |   |                    |                    |       |  |
|  | Brasil             | 0                  |   |                    |                    |       |  |
|  |                    |                    |   |                    |                    |       |  |
|  |                    |                    |   |                    | 6 de junho – 15:30 |       |  |
|  |                    |                    |   |                    | Argentina          | 1     |  |
|  |                    | Chile              | 0 |                    |                    |       |  |
|  |                    |                    |   |                    |                    |       |  |
|  |                    |                    |   |                    |                    |       |  |
|  |                    |                    |   |                    | 3º lugar           |       |  |
|  | 4 de junho – 10:30 | 4 de junho – 10:30 |   | 6 de junho – 13:00 | 6 de junho – 13:00 |       |  |
|  | Chile              | 4                  |   | Brasil             | 2 (4)              |       |  |
|  | Venezuela          | 0                  |   |                    | Venezuela          | 2 (3) |  |

### Semi-finais
| 4 de junho 08:00 |           |        |                                    |
| Argentina        | 5-0       | Brasil | Estádio Félix Capriles, Cochabamba |
|                  | Relatório |        | Estádio Félix Capriles, Cochabamba |

| 4 de junho 10:30 |           |           |                                    |
| Chile            | 4-0       | Venezuela | Estádio Félix Capriles, Cochabamba |
|                  | Relatório |           | Estádio Félix Capriles, Cochabamba |

### Crossover 5º ao 8º lugar
| 4 de junho 13:00 |           |          |                                    |
| Uruguai          | 2-0       | Paraguai | Estádio Félix Capriles, Cochabamba |
|                  | Relatório |          | Estádio Félix Capriles, Cochabamba |

| 4 de junho 15:30 |           |         |                                    |
| Peru             | 2-1       | Bolívia | Estádio Félix Capriles, Cochabamba |
|                  | Relatório |         | Estádio Félix Capriles, Cochabamba |

### Disputa pelo 7º lugar
| 6 de junho 08:00 |           |         |                                    |
| Paraguai         | 4-1       | Bolívia | Estádio Félix Capriles, Cochabamba |
|                  | Relatório |         | Estádio Félix Capriles, Cochabamba |

### Disputa pelo 5º lugar
| 6 de junho 10:30 |              |      |                                    |
| Uruguai          | 2-2 (2-3 SO) | Peru | Estádio Félix Capriles, Cochabamba |
|                  | Relatório    |      | Estádio Félix Capriles, Cochabamba |

### Disputa pelo Bronze
| 6 de junho 13:00 |              |           |                                    |
| Brasil           | 2-2 (4-3 SO) | Venezuela | Estádio Félix Capriles, Cochabamba |
|                  | Relatório    |           | Estádio Félix Capriles, Cochabamba |

### Disputa pelo Ouro
| 6 de junho 15:30 |           |       |                                    |
| Argentina        | 1-0       | Chile | Estádio Félix Capriles, Cochabamba |
|                  | Relatório |       | Estádio Félix Capriles, Cochabamba |

## Classificação Final
Seguem-se os posicionamentos finais dentre os países participantes.
| Pos.              | Equipe        | Campanha | Campanha | Campanha |
| Pos.              | Equipe        | V        | E        | D        |
| ----------------- | ------------- | -------- | -------- | -------- |
| Medalha de ouro   | ARG Argentina | 5        | 0        | 0        |
| Medalha de prata  | CHI Chile     | 4        | 0        | 1        |
| Medalha de bronze | BRA Brasil    | 2        | 1        | 2        |
| 4                 | VEN Venezuela | 2        | 1        | 2        |
| 5                 | PER Peru      | 1        | 2        | 2        |
| 6                 | URU Uruguai   | 2        | 1        | 2        |
| 7                 | PAR Paraguai  | 1        | 1        | 3        |
| 8                 | BOL Bolívia   | 0        | 0        | 5        |

Nota: as seleções de Argentina e Chile garantiram as vagas diretas para os Jogos Pan-Americanos de 2019.